# Monte Alto
Monte Alto est une municipalité brésilienne de l'État de São Paulo et la Microrégion de Jaboticabal.